# シュロップシャー (重巡洋艦)
シュロップシャー (HMS Shropshire, 73, HMAS Shropshire) は、イギリス海軍が第二次世界大戦前に建造したロンドン級重巡洋艦の1隻。艦名はイングランド中西部のシュロップシャー州にちなむ。
「シュロップシャー」は「キャンベラ」を失ったオーストラリア海軍の戦力低下を防ぐべく大戦中に供与された。

## 艦歴
1926年2月24日起工。1928年7月5日進水。1929年9月12日竣工。同年9月24日就役。
第二次世界大戦前は地中海艦隊に所属していた。同大戦開始後は大西洋やインド洋で哨戒、通商保護や船団護衛などに従事した。1941年にはイタリア領ソマリランドに対する攻撃にも参加している。
1939年12月9日、ケープタウン・セントヘレナ間で哨戒中であった「シュロップシャー」はドイツ船「Adolf Leonhardt」を発見。「Adolf Leonhardt」は自沈した。
1942年5月1日、セントヘレナの南西約720浬でイギリス客船「Menelaus」がドイツ仮装巡洋艦「ミヒェル」に発見されたが、逃走に成功した。同船の発した信号を受け、「シュロップシャー」と仮装巡洋艦「Canton」「Cheshire」が派遣されている。
1942年8月の第一次ソロモン海戦でオーストラリア海軍の重巡洋艦「キャンベラ」が喪われたため、その代わりとして「シュロップシャー」がオーストラリアに引き渡されることとなった。1943年4月20日に同海軍で就役。
1943年12月、ニューブリテン島のアラウェへの上陸作戦（ダイレクター作戦）とグロスター岬への上陸作戦に参加。1944年3月、アドミラルティ諸島の戦いに参加。4月、ニューギニアのホーランジアとアイタペへの上陸作戦に参加。5月、ビアク島への上陸作戦に参加。7月、アイタペの戦いで日本軍に対する攻撃を実施。同月、サンサポールへの上陸作戦に参加。9月、モロタイ島上陸作戦に参加。10月、レイテ沖海戦参加。以後フィリピンの戦いに参加し、その後はボルネオの戦いに参加した。
1949年11月10日退役。1954年7月6日にスクラップとして売却。

## ギャラリー

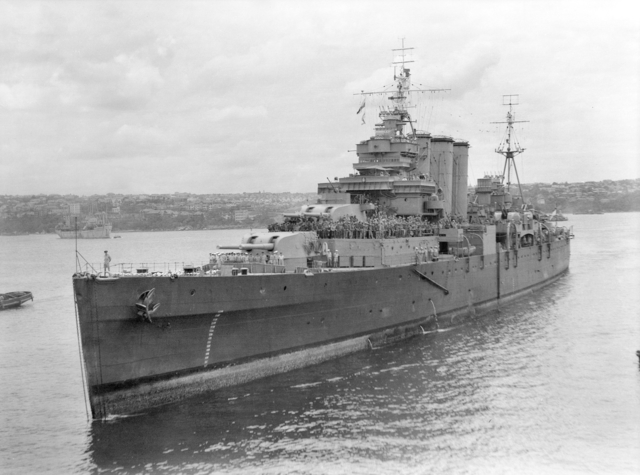
1945年にシドニー港で撮られたシュロップシャー。